# Хуай Тямпасакский
Хуай Тямпасакский (H’ui, Brhat Chao) (1780 — 1841) — король южнолаосского государства Тямпасак.
Родился в городе Тямпасак в 1780 году. Хуай был сыном Унги из королевской семьи, который с 1778 по 1781 год был вассалом сиамского короля Таксина и был сиамцами убит. Хуай был пажом во дворце сиамского короля Рамы I в Бангкоке, проходил военную подготовку в сиамской армии, где дослужился до генеральского звания. В 1826 году Хуай доставляет мятежного короля Тямпасака Чао Ё в Бангкок, где король разбивается, упав с крыши пагоды при попытке бегства из сиамского плена. Хуай был объявлен его преемником и стал королём, он правил с 1826 по 1841 годы. Хуай умер в 1841 году, оставив после себя семь дочерей и семь сыновей.

## Дети
1. Принц (Sadet Chao) Soma (Som), * 1828, с 1840 Chao Sri Suratta (Sisurat)
2. Принц (Sadet Chao) Indra (Inh), * 1829, его сын:
  1. Принц (Sadet Chao) Dharma Anuradha (Thamma Anurat), в 1878 назван Chao Raja Vudha
3. Принц (Sadet Chao) Kamanaya (Kham Nai), * 1830, с 1856 по 1858 Принц Тямпасакский и вассал Сиама, † 1858
4. Принц (Sadet Chao) Kamasukti (Kham Suk), * 1838, с 1862 по 1900 Принц Тямпасакский и вассал Сиама, † 1900
5. Принц (Sadet Chao) Kamasuriya (Kham Sui)
6. Принц (Sadet Chao) Nawi (Noi)
7. Принц (Sadet Chao) Buma (Phomma)

1. Принцесса (Sadet Chao Heuane) Bima (Phim)
2. Принцесса (Sadet Chao Heuane) Khema (Khem)
3. Принцесса (Sadet Chao Heuane) Duani (Thua)
4. Принцесса (Sadet Chao Heuane) Kamasingha (Kham Sing)
5. Принцесса (Sadet Chao Heuane) Khayati (Khai)
6. Принцесса (Sadet Chao Heuane) Kamabinga (Khampheng)
7. Принцесса (Sadet Chao Heuane) Duang Chandra (Duang Chan)